# Jinotega (pleme)
Jinotega, pleme američkih Indijanaca porodice Misuluan (Misumalpan) nastanjeno u istoimenom departmanu u općinama Jinotega i Pantasma u Nikaragvi. Etnička grupa Jinotega broji oko 30.000 pripadnika koji se danas služe španjolskim jezikom.